# 尼亞加拉斷崖

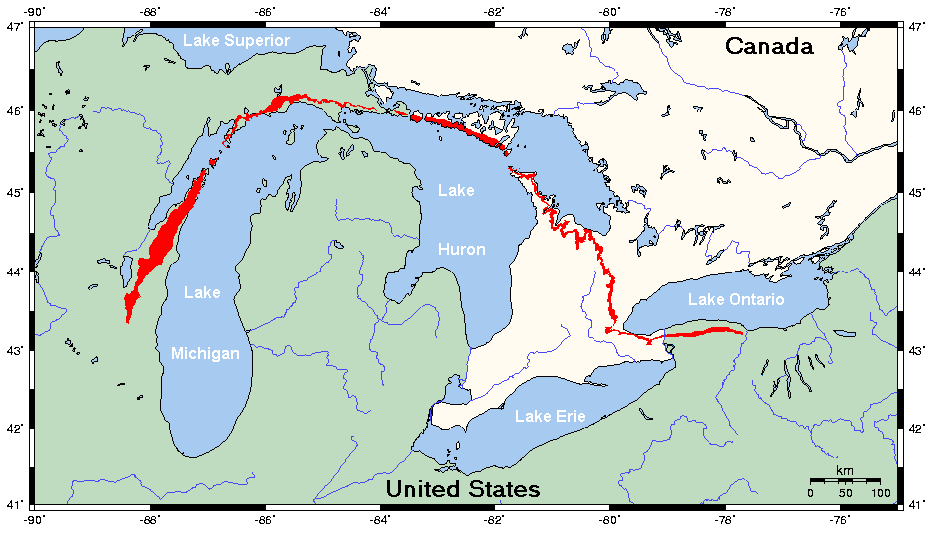
尼亚加拉断崖（红色）

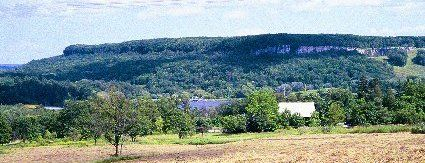
安大略省苗頓的响尾蛇角。

尼亚加拉断崖（英語：niagara escarpment），是北美洲五大湖地区的一段断崖。